# 16+
16+ was een Vlaamse dramaserie die oorspronkelijk van 2005 tot 2008 werd uitgezonden als Uit het leven gegrepen 16+. Sinds de derde reeks heet de serie "16 +". Het programma wordt geproduceerd door Kanakna Productions en uitgezonden op Eén. In de hoofdrollen speelden onder anderen mee: Sofie Truyen, Rik Willems en Guy Van Sande. Ludo Timmermans is de scenarist.

## Acteurs

### Leerlingen 6HW (Humane Wetenschappen)
| Acteur              | Personage | info/reeks                         |
| ------------------- | --------- | ---------------------------------- |
| Leen Vennekens      | Wendy     | reeks 1, 2, 3                      |
| Rik Willems         | Billy     | reeks 1, 2, 3                      |
| Sofie Truyen        | Annabel   | reeks 1, 2, 3                      |
| Anthony Arandia     | Anthony   | reeks 1, 2, 3 verdwijnt in reeks 3 |
| Jana Tricot         | Jana      | reeks 1, 2, 3 bijrol               |
| Caroline Bruyninckx | Alice     | reeks 1, 2, 3                      |
| Tijs Hoornaert      | Thijs     | reeks 1, 2, 3 bijrol               |
| Nelson Moraïs       | Aran      | vanaf serie 3                      |
| Fien Groffils       | Monica    | reeks 1, 2, 3 bijrol               |
| Leen Dendievel      | Fien      | reeks 1, 2, 3                      |
| Matteo Simoni       | David     | verdwijnt in serie 2               |
| Tine Feys           | Sofie     | reeks 1, 2, verdwijnt in reeks 3   |
| Jonas Van Thielen   | Bert      | reeks 1                            |

### Leerlingen tso
| Acteur               | Personage | Info                               |
| -------------------- | --------- | ---------------------------------- |
| Senne Dehandschutter | Yves      | (tweeling)broer Wendy (reeks 1, 2) |
| Johnny De Meyer      | Stijn     | reeks 1, 2, 3 bijrol               |

### Leraren en schoolpersoneel
| Acteur                         | Personage | Functie                                | Reeks                            |
| ------------------------------ | --------- | -------------------------------------- | -------------------------------- |
| Victor Peeters                 | Bas       | leerkracht wiskunde                    | reeks 1                          |
| Machteld Timmermans            | Mathilde  | directrice                             | reeks 1, 2, 3                    |
| Brenda Bertin                  | Leen      | secretaresse                           | reeks 1, 2, 3                    |
| Peter Van Gucht                | Ronny     | klusjesman                             | reeks 1, 2, 3                    |
| Tom De Hoog                    | Tom       | leraar wiskunde en later klastitularis | reeks 1, 2, 3                    |
| Emilie Deroo                   | Elisabeth | reeks 1, 2, 3                          |                                  |
| Guy Van Sande                  | Hans      | psycholoog                             | reeks 3                          |
| Karolien De Bleser             | Veerle    | lerares lichamelijke opvoeding         | reeks 1                          |
| Trine Thielen                  | Veerle    | lerares lichamelijke opvoeding         | reeks 2, 3                       |
| Labhise Allara Mandango Ciratu | Amina     | klastitularis                          | reeks 1, 2, verdwijnt in reeks 3 |
| Danny Riesterer                | Hubert    | leraar aardrijkskunde                  | reeks 1, 2, 3 bijrol             |
| Theo Van Baarle                | Theo      |                                        | reeks 1, 2, 3 bijrol             |

### De ouders
| Acteur          | Personage            | Relatie          | Reeks                |
| --------------- | -------------------- | ---------------- | -------------------- |
| Guido De Craene | Guido De Schampeleer | vader van Billy  | reeks 1, 2, 3        |
| Rudolf Segers   | Herman               | vader van Monica | reeks 1, 2           |
| Anne Meunier    | Margriet             | moeder van Wendy | reeks 1, 2           |
| Jos Dom         | Fred                 | vader van Wendy  | reeks 1, 2           |
| Gust Nulens     | Mark                 | vader van Fien   | reeks 1, 2           |
| Eric Kerremans  | Paul                 | vader van Alice  | reeks 1, 2, 3 bijrol |
| Dirk Vermiert   | Jacques              | vader van Bert   | reeks 1              |
| Lieve De Baes   | An                   | moeder van Bert  | reeks 1              |

## Het verhaal

### Personages
David
David zit op internaat, want z'n ouders hebben een druk zakenleven. Een charmante jongen, op zoek naar avonturen met meisjes en daar schept hij graag over op. Na de krokusvakantie neemt hij Anthony op sleeptouw. Tot het onverwachte gebeurt...
Zijn moeder krijgt een beroerte en hij verandert van school wegens familiale redenen.
Wendy
Wendy is een blond, Limburgs meisje dat zich te volwassen voelt voor de overige jongens in haar klas. Haar lief is Mario, een echte man. Tot er een ongelukje gebeurt en ze zwanger raakt.
Billie
Een vrolijke, brutale plaagstok. Hij legt geregeld de leraars op de rooster. Want dom is hij niet en eigenlijk bedoelt hij het niet slecht, al gaat hij soms te ver. Bijvoorbeeld met racistische uitspraken over Jana. Maar Billie zal last krijgen van z'n geweten.
Monica
Monica is apart. Haar moeder is verdronken toen ze 14 was. Misschien is ze daarom zoveel bezig met de natuur en het bovennatuurlijke. Ze kleedt zich speciaal, en heeft een uitgesproken mening over de wereld. Met haar vader woont ze in een moderne villa. Maar misschien niet meer voor lang, want haar vader wil haar meenemen naar Frankrijk.
Annabel
Annabel is een zelfzeker meisje dat naar goede punten streeft en wat de jongens betreft: laat die maar wat jagen. Haar concurrente is Fien.
Thijs
Thijs is op zoek, en hij neemt soms de gemakkelijkste weg. Hij is knap en dat weet hij. Werken als model trekt hem meer aan dan studeren. Hij heeft z'n zinnen gezet op Annabel en kan zich niet voorstellen dat ze niet meteen voor hem zou vallen.
Anthony
Anthony is de internaatbuddy van David, en een succesnummer bij het andere geslacht. Hij slaat aan het experimenteren: met drank, met drugs, met vrouwen. Hij zal er bijna aan ten onder gaan.
Jana
Een zwart meisje. "Black power", zo noemt ze zichzelf en ze laat niet op haar kop zitten. Jana neemt geen blad voor de mond: iedereen dient ze van antwoord. Bij het studeren heeft ze het niet makkelijk, maar ook daar vecht ze terug.
Alice
Dochter van de directrice. Dat vindt Alice niet altijd zo cool. Want hoe kan je dan populair zijn? Goede punten halen is een must. Om de week woont ze bij haar vader, want haar ouders zijn uit elkaar en als ze haar zin niet krijgt, dan speelt ze die twee vlot tegen elkaar uit.
Fien
Fien is zelfstandig, nuchter, en heel sociaal meisje dat makkelijk in vertrouwen wordt genomen. Door haar jongensachtige karakter is ze minder in trek bij de jongens dan andere meisjes.
Sofie
Sofie is lesbisch, en daar maakt ze geen geheim van. Haar beste vriendin is Monica, waar ze ondanks diens heteroseksualiteit, verliefd op is. Als Monica een koppel wordt met een jongen wordt Sofie jaloers op haar. Maar ze respecteert ieders grenzen. Hoewel ze moordneigingen krijgt en die begint te testen op voodoopopjes.
Bert
Verlegen leerling die door Billie wordt gepest. Belangrijke verhaallijn in de eerste reeks.

### Seizoen 3
Het gaat over verliefdheden en ontluikende seksualiteit, over volwassen worden en over de toekomstperspectieven van de personages. Maar 16+ gaat ook de hardere realiteit van het dagelijkse leven niet uit de weg. Racisme, geweld, drugs- en alcoholmisbruik, jaloezie en zelfdoding.
De reeks vertelt op een eerlijke en realistische manier wat er zich in de hoofden van de jongeren afspeelt. De manier waarop dat gebeurt, is vaak herkenbaar, geregeld controversieel en soms grensverleggend.
Zo wordt het leven van de leerlingen van 6HW grondig door elkaar geschud door twee rampzalige gebeurtenissen die elkaar snel opvolgen. Directrice Mathilde engageert daarop de knappe psycholoog Hans om de klas te begeleiden.
De titularis Amina stikt in een brochette op een barbecue en ze sterft. Iedereen is er kapot van. Meester Tom neemt de taak als klastitularis over.
Sofie wordt zwaar ziek.
Na de dood van Amina besluiten Tom en Elisabeth om het toneelstuk van Macbeth te spelen. Het hele 3e trimester wordt hieraan geoefend. Billie en Wendy krijgen de hoofdrol. Er ontstaat een ruzie tussen Wendy en Alice omdat Alice jaloers is op de hoofdrol van Wendy. Ze probeert Wendy dan ook kapot te maken.
Yves en Stijn knappen een auto op. Stijn verliest Wendy uit het oog en maakt zijn relatie met Wendy kapot. Hij blijft haar nog lang stalken. Later krijgt Wendy een relatie met Billie.
Ook Leen en Ronny krijgen een relatie. Ronny vraagt haar ten huwelijk maar Leen weigert dit aanbod waardoor de relatie stukgaat.
Hans blijkt niet alleen zielenknijper, maar ook hartenbreker te zijn. Alleen Annabel moet niet van hem weten. Hij krijgt een verhouding met de directrice Mathilde, met Alice en een onenightstand met Wendy. Alice maakt hierbij haar relatie met Thys stuk.
Anthony raakt aan de cocaïne en wordt opgenomen in een afkickcentrum. Later bedriegt hij Annabel met een ander meisje. Annabel raakt depressief, alleen klasgenoot Aran kan nog min of meer tot Annabel doordringen. Hij wordt haar beste vriend.
Later blijkt dat Aran homoseksueel is. Hij wordt later door zijn ouders het huis uitgezet. Hij wordt opgevangen door Tom.
Billie ontdekt een donker familiegeheim. Hij ontdekt dat zijn moeder nog leeft. Dat slorpt hem helemaal op en dreigt zijn leven totaal te ontwrichten door zich in de alcohol te storten en zijn studies te laten vallen.
Tom en Elisabeth krijgen een relatie.
Annabel probeert zelfmoord te plegen, maar dit mislukt door de tussenkomst van haar moeder.
Het optreden van Macbeth verloopt niet vlekkeloos. Na het ontslag van Hans probeert hij Wendy nog een laatste keer in te palmen voor het hele publiek.